# Final Fantasy Legend III
Final Fantasy Legend III (時空の覇者 Sa・Ga3 [完結編]?, Jikū no Hasha ~ Sa·Ga 3 [Kanketsu Hen]) è un videogioco di ruolo alla giapponese sviluppato da Square, uscito tra il 1991 e il 1993 per la console Game Boy e terzo capitolo della serie spin-off SaGa. Nel 2011 è stato messo in commercio un remake per Nintendo DS, dal titolo SaGa 3 Jikū no Hasha: Shadow or Light (サガ3時空の覇者 Shadow or Light?).